# Rheinfelden (Baden)
Rheinfelden város Németországban, azon belül Baden-Württembergben. Lakosainak száma 33 849 fő (2023. december 31.). Rheinfelden Lörrach és Inzlingen községekkel határos.

## Városrészei
| Városrész    | Terület (km²) | Fő (2015-ben) |
| ------------ | ------------- | ------------- |
| Adelhausen   | 7,13          | 747           |
| Degerfelden  | 9,89          | 1474          |
| Eichsel      | 5,00          | 844           |
| Herten       | 8,17          | 4652          |
| Karsau       | 8,42          | 3668          |
| Minseln      | 9,44          | 1979          |
| Nordschwaben | 3,45          | 318           |
| Rheinfelden  | 11,32         | 19.442        |

## Itt született
- 1963-ban Anne-Sophie Mutter hegedűművész

## Képek

Elhelyezkedése a Basel-környéken
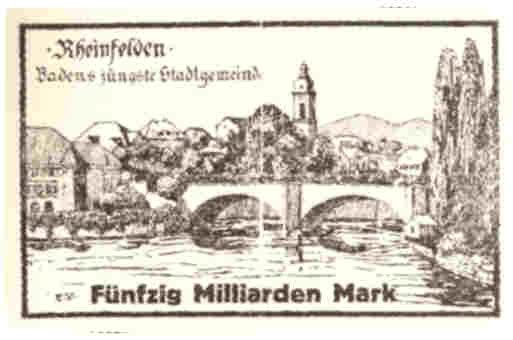
Helyi szükségpénz az 1920-as évekből
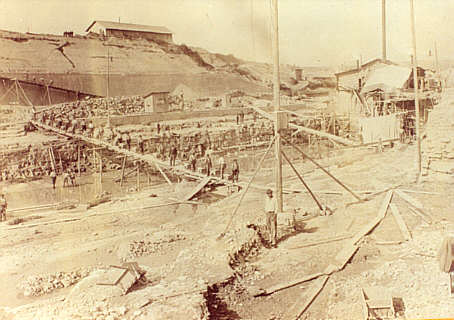
A régi vízerőmű építése

## Népesség
A település népessége az elmúlt évtizedekben az alábbi módon változott:
| Lakosok száma | 22 215 | 25 071 | 27 849 | 27 415 | 27 453 | 30 605 | 31 861 | 32 469 | 32 245 | 33 849 |
|               | 1961   | 1967   | 1974   | 1980   | 1987   | 1993   | 2000   | 2006   | 2013   | 2023   |